# Кубок Італії з футболу 1995—1996
Кубок Італії з футболу 1995—1996 — 49-й розіграш Кубка Італії з футболу. Турнір стартував 20 серпня 1995 року, а завершився 18 травня 1996 року. У турнірі взяли участь 48 італійських клубів. У фіналі «Фіорентіна» виграла у «Аталанти» і вп'яте завоювала Кубок Італії.

## Календар
| Раунд        | Дата                              | Матчі | Клуби   |
| ------------ | --------------------------------- | ----- | ------- |
| Перший раунд | 20 серпня 1995                    | 16    | 48 → 32 |
| 1/16 фіналу  | 30-31 серпня 1995                 | 16    | 32 → 16 |
| 1/8 фіналу   | 25 жовтня 1995                    | 8     | 16 → 8  |
| 1/4 фіналу   | 28-30 листопада/12-14 грудня 1995 | 8     | 8 → 4   |
| 1/2 фіналу   | 14-15/27-28 лютого 1996           | 4     | 4 → 2   |
| Фінал        | 2/18 травня 1996                  | 2     | 2 → 1   |

## Перший раунд
| Команда 1       | Рахунок      | Команда 2          |
| --------------- | ------------ | ------------------ |
| 20 серпня 1995  |              |                    |
| Авелліно (2)    | 1:0          | Фіделіс Андрія (2) |
| Варезе (4)      | 0:1          | Кремонезе          |
| Пістоєзе (2)    | 0:1          | Перуджа (2)        |
| Луккезе (2)     | 4:0          | Анкона (2)         |
| Трапані (3)     | 1:1 пен. 5:6 | Реджана (2)        |
| Болонья (2)     | 2:0          | Верона (2)         |
| Форлі (4)       | 1:0          | Фоджа (2)          |
| Комо (3)        | 0:1          | Пескара (2)        |
| Реджина (2)     | 1:2          | К'єво (2)          |
| Гуальдо (3)     | 0:4          | Дженоа (2)         |
| Козенца (2)     | 0:0 пен. 5:6 | Венеція (2)        |
| Фйоренцуола (3) | 2:1          | Брешія (2)         |
| Асколі (3)      | 0:0 пен. 3:1 | Салернітана (2)    |
| Лечче (3)       | 2:1          | Чезена (2)         |
| Монца (3)       | 0:2          | Падова             |
| Ачиреале (3)    | 0:2          | Палермо (2)        |

## 1/16 фіналу
| Команда 1       | Рахунок      | Команда 2      |
| --------------- | ------------ | -------------- |
| 30 серпня 1995  |              |                |
| Авелліно (2)    | 1:4          | Ювентус        |
| Аталанта        | 2:2 пен. 4:2 | Кремонезе      |
| Перуджа (2)     | 0:1          | Сампдорія      |
| Луккезе (2)     | 3:4 дч       | Кальярі        |
| Реджана (2)     | 2:0          | Барі           |
| Болонья (2)     | 1:0          | Рома           |
| Форлі (4)       | 1:1 пен. 4:3 | П'яченца       |
| Пескара (2)     | 1:4          | Мілан          |
| К'єво (2)       | 1:1 пен. 3:4 | Лаціо          |
| Удінезе         | 3:0          | Дженоа (2)     |
| Венеція (2)     | 0:1          | Інтернаціонале |
| Фйоренцуола (3) | 2:1          | Торіно         |
| Асколі (3)      | 1:2          | Фіорентіна     |
| Віченца         | 4:2          | Падова         |
| Палермо (2)     | 3:0          | Парма          |
| 31 серпня 1995  |              |                |
| Лечче (3)       | 1:0          | Наполі         |

## 1/8 фіналу
| Команда 1       | Рахунок | Команда 2      |
| --------------- | ------- | -------------- |
| 25 жовтня 1995  |         |                |
| Аталанта        | 1:0 дч  | Ювентус        |
| Кальярі         | 2:1     | Сампдорія      |
| Болонья (2)     | 3:0     | Реджана (2)    |
| Форлі (4)       | 0:2     | Мілан          |
| Удінезе         | 0:1     | Лаціо          |
| Фйоренцуола (3) | 1:2     | Інтернаціонале |
| Лечче (3)       | 0:5     | Фіорентіна     |
| Палермо (2)     | 1:0     | Віченца        |

## 1/4 фіналу
| Команда 1                   | Заг.         | Команда 2   | 1-й матч | 2-й матч |
| --------------------------- | ------------ | ----------- | -------- | -------- |
| 28 листопада/13 грудня 1995 |              |             |          |          |
| Інтернаціонале              | 2:1          | Лаціо       | 1:1      | 1:0      |
| 28 листопада/13 грудня 1995 |              |             |          |          |
| Болонья (2)                 | 2:2 пен. 7:6 | Мілан       | 1:1      | 1:1 дч   |
| 29 листопада/13 грудня 1995 |              |             |          |          |
| Фіорентіна                  | 3:1          | Палермо (2) | 1:0      | 2:1      |
| 29 листопада/14 грудня 1995 |              |             |          |          |
| Кальярі                     | 3:4          | Аталанта    | 1:0      | 2:4      |

## 1/2 фіналу
| Команда 1         | Заг. | Команда 2      | 1-й матч | 2-й матч |
| ----------------- | ---- | -------------- | -------- | -------- |
| 14/27 лютого 1996 |      |                |          |          |
| Болонья (2)       | 1:3  | Аталанта       | 1:1      | 0:2      |
| 15/28 лютого 1996 |      |                |          |          |
| Фіорентіна        | 4:1  | Інтернаціонале | 3:1      | 1:0      |

## Фінал
| Команда 1        | Заг. | Команда 2 | 1-й матч | 2-й матч |
| ---------------- | ---- | --------- | -------- | -------- |
| 2/18 травня 1996 |      |           |          |          |
| Фіорентіна       | 3:0  | Аталанта  | 1:0      | 2:0      |

### Перший матч
| 2 травня 1996 |

| «Фіорентіна»  | 1:0      | «Аталанта» |
| ------------- | -------- | ---------- |
| Батістута 52' | Протокол |            |

| «Артеміо Франкі», Флоренція Глядачів: 39 992 Арбітр: Роберт Божжі |

### Повторний матч
| 18 травня 1996 |

| «Аталанта» | 0:2      | «Фіорентіна»              |
| ---------- | -------- | ------------------------- |
|            | Протокол | Аморузо 48' Батістута 61' |

| «Стадіо Атлеті Адзуррі д'Італія», Бергамо Глядачів: 25 977 Арбітр: П'єрлуїджі Пайретто |